# Aromer hòrrid
L'aromer hòrrid (Acacia karroo) és una espècie d'Acacia nativa del sud d'Àfrica des del sud d'Angola a l'est fins a Moçambic, i al sud a Sud-àfrica.

## Morfologia

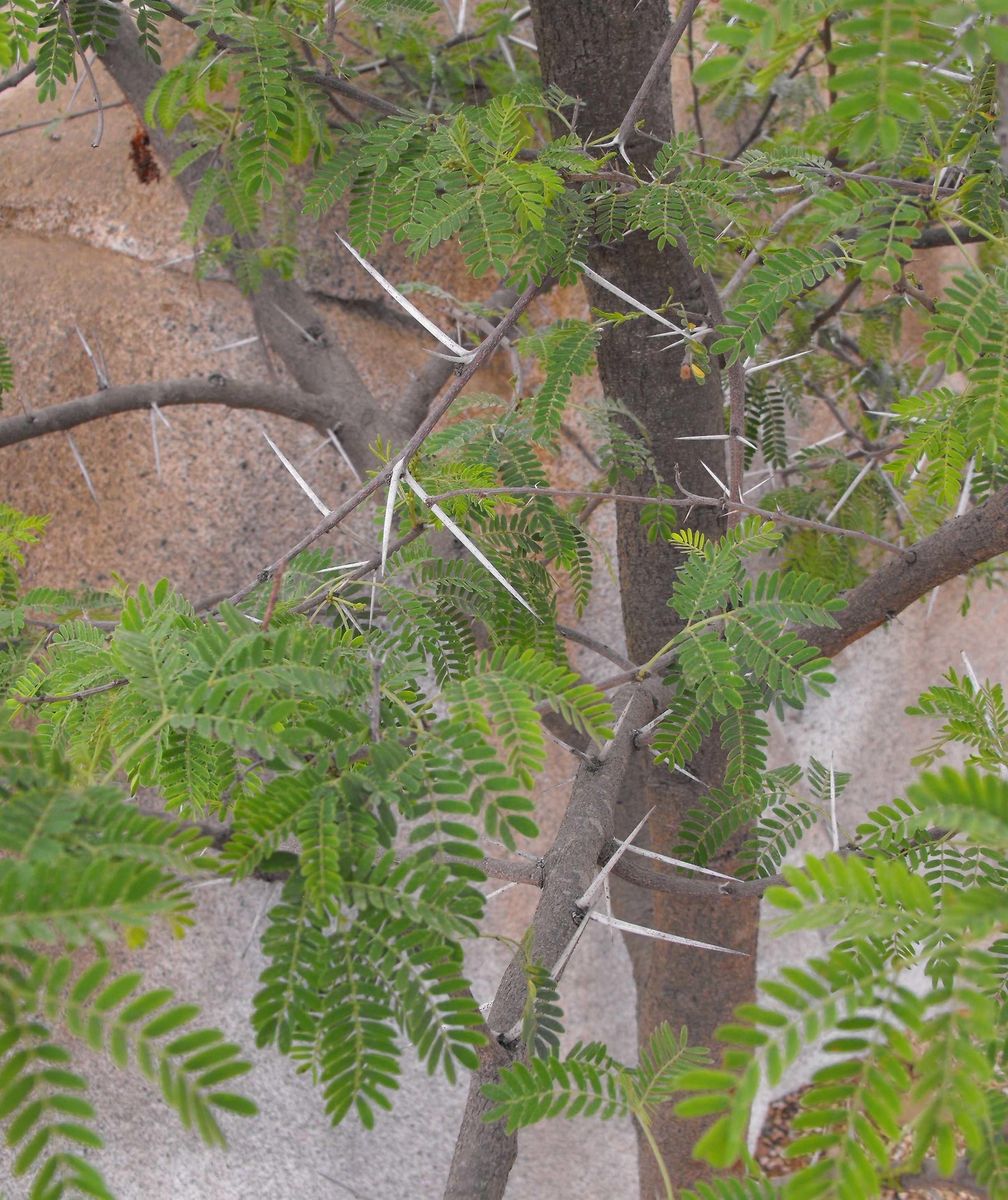
Vista de l'arbre

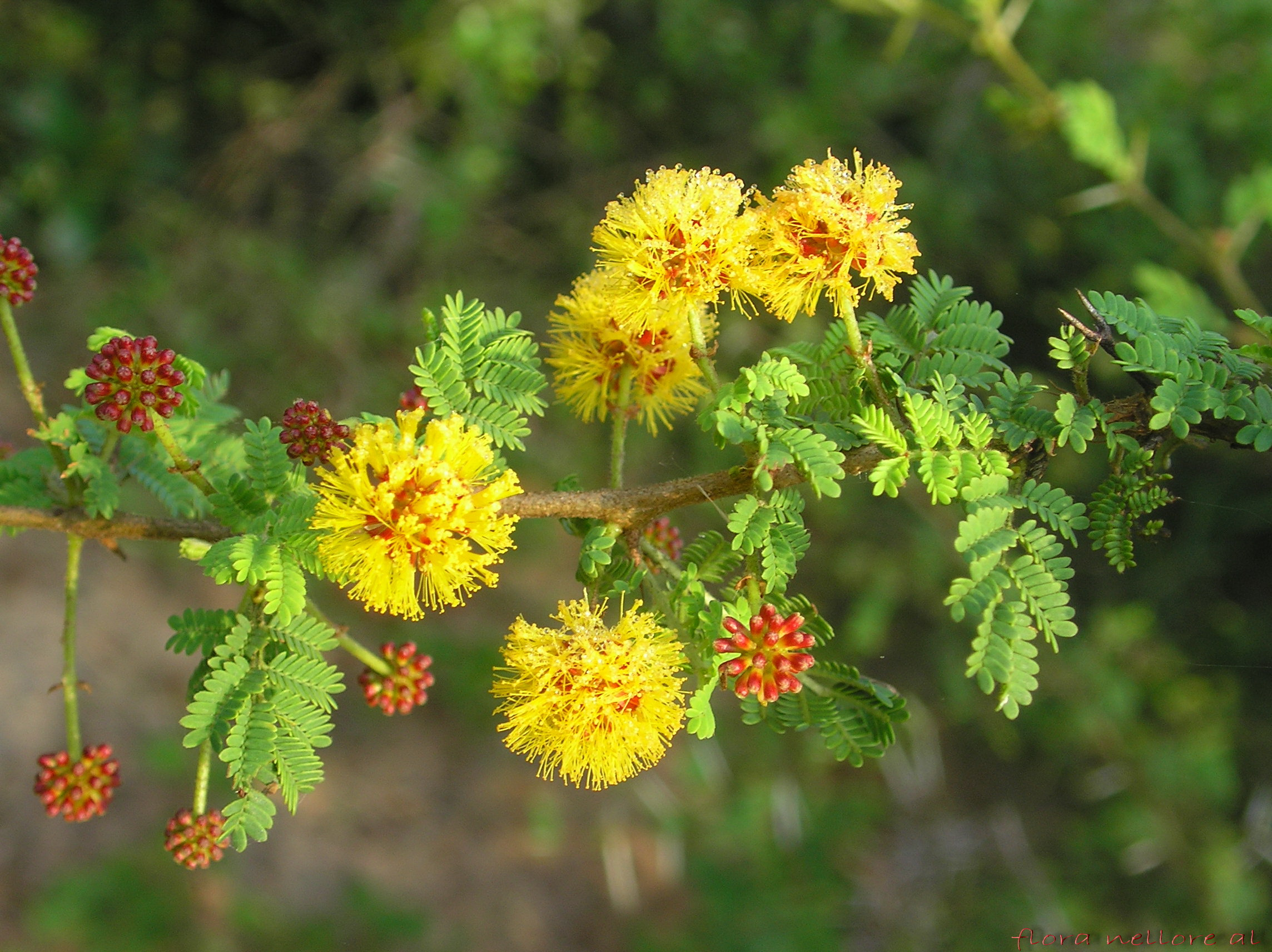
Detall de la inflorescència

És un arbust o petit arbre que pot créixer fins a la dotzena de metres o més, amb una capçada en forma de corona on les seves branques surten clarament des de ben a baix del tronc. L'escorça és roja a les branques joves, enfosquint-se a les més velles. Les fulles són de color verd fosc i les flors apareixen a principis d'estiu en forma de masses groguenques. Els llegums són plans i en forma de mitja lluna. Com la resta d'acàcies africanes, la seva superfície està plena d'espines aparellades, de color grisenc, molt llargues i rectes.

## Distribució i hàbitat

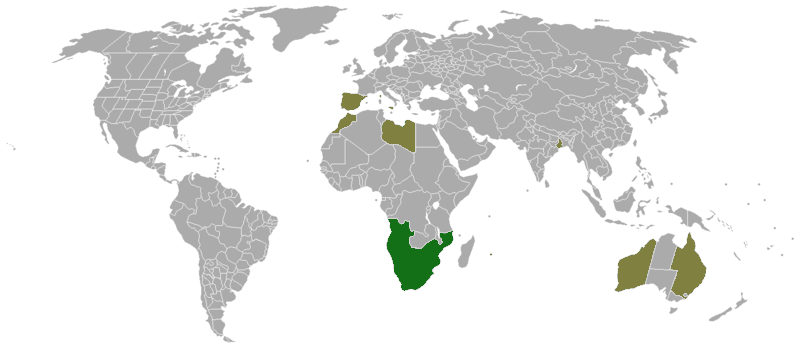
Països on hi és present Acacia karroo tant de manera natural com cultivada

Es troba en boscos oberts i prats, d'ambient sec, però aquests arbres creixen en àrees del sòl coincidents amb canals de drenatge, de manera que li permetin fer créixer i expandir les seves arrels. És un arbre increïblement adaptat als incendis: les seves llavors poden germinar i créixer amb èxit sense cap mena de protecció ni ombra, i un cop han complert un any de vida, ja són capaces de rebrotar després d'un incendi.
La seva important arrel principal li permet buscar aigua i nutrients fins a grans profunditats del subsòl.

## Valor ecològic
Cal destacar-ne el seu gran valor ecològic: hi ha molts fongs que estan associats amb les arrels d'aquest arbre pel seu millor creixement i, a més, a la seva capçada hi solen viure diverses plantes paràsites com el vesc, Viscum album, que poden arribar a matar-la. També el fet de fixar nitrogen fa que herbes i altres plantes prosperin sota aquest arbre.

## Usos
Té nombroses utilitats per a l'home des de fa molts anys: a les regions seques la presència d'aquest arbre és indicadora d'aigua, en superfície o al subsòl. També serveix com a farratge per a cabres i bestiar, i la mel de les seves flors és ben apreciada. La seva fusta és bona per a llenya i carbó vegetal. El seu nom comú ve del làtex que exsuda de l'escorça: és una mena de goma o xiclet de sabor dolç, similar a la goma aràbiga, que és menjat per homes i animals, el qual s'ha arribat a comercialitzar per a la indústria alimentària.

## Taxonomia
Acacia karroo va ser descrita per Friedrich Gottlob Hayne i publicada a Getreue Darstellung und Beschreibung der in der Arzneykunde Gebräuchlichen Gewächse 10: pl. 33. 1827.

### Etimologia
- Acacia: nom genèric derivat del grec ακακία (akakia), que va ser atorgat pel botànic grec Pedanius Dioscorides (A.C. 90-40) per l'arbre medicinal A. nilotica al seu llibre De Materia Medica.[6] El nom deriva de la paraula grega ακις (akis, "espines").[7]
- karroo: epítet geogràfic que fa al·lusió a la seva localització a la regió de Karoo.